# Ayane (Dead or Alive)
Pour les articles homonymes, voir Ayane.
Ayane (あやね) - parfois écrit 綾音 - est un personnage des séries Dead or Alive et Ninja Gaiden. Elle apparait en tant que personnage caché dans le premier Dead or Alive sorti sur PlayStation en 1998, et apparait ensuite dans tous les épisodes principaux ainsi que les épisodes de série dérivée. 
Ayane est une adolescente maitrisant le ninjutsu et caractérisée par sa relation compliquée avec sa demi-sœur Kasumi, le principal personnage de Dead or Alive. Elle occupe également une place comme personnage récurrent dans la série Ninja Gaiden, depuis l'épisode éponyme paru en 2004 et fait également quelques apparitions en tant qu'invitée notamment dans la série Dynasty Warriors. 
Ayane est doublée dans sa version japonaise principalement par Wakana Yamazaki, et par Gina DeVettori, Janice Kawaye (série Ninja Gaiden), Wendee Lee et Brittney Harvey pour sa version anglaise. Dans le film DOA: Dead or Alive réalisé par Corey Yuen, Ayane est interprétée par l'actrice Natassia Malthe.

## Histoire
Dead or Alive sort sur Sega Saturn le 9 octobre 1997 au Japon, mais c'est dans la version PlayStation parue une année plus tard qu'Ayane fait son apparition. Dans l'histoire de la série, Ayane a été conçue et née à la suite du viol de Raidou sur Ayame. Après avoir été rejetée par son village, Ayane est surnommée « l'enfant maudite ». Elle sera élevée par Genra, le maître de la secte d'Hajinmon du Clan Mugen Tenshin, qui adopte l'enfant. Elle ne connait donc pas la véritable identité de ses parents. Ayane rencontre une jeune ninja du clan se prénommant Kasumi, elles deviennent amies mais ignorent toutes deux qu'elles sont demi-sœurs.
Ayane apprend plus tard la vérité sur son passé par sa mère biologique, Ayame. Apprenant que Kasumi est sa demi-sœur, Ayane est rongée par la colère d'être chassée alors que Kasumi est considérée comme la petite princesse du village. Les villageois font tout leur possible pour que Kasumi soit le moins possible en contact avec Ayane. Calme et réservée, Ayane perfectionne ses compétences de combat afin que les autres ne la voient plus comme une enfant du mal. Son style de combat mortel lui a donné le surnom de « Femme Tengu ». Après la disparition de Genra, son père adoptif et ancien maître, Ayane lui succède et devient le maître de la secte Hajinmon du clan Mugen Tenshin.
Dans Dead or Alive 2, Ayane rejoint le championnat du monde Dead or Alive en tant qu'assassin à la poursuite de Kasumi, une shinobi en fuite qui a abandonné le clan Mugen Tenshin et considérée comme une traîtresse. Ayane rencontre et sauve Hayate, son demi-frère, qui est amnésique, et qui se fait appeler Ein. Face à Helena Douglas, Ayane est accusée d'avoir tué Maria, la mère d'Helena, mais l'assassin se révélera être plus tard Christie.
Dans Dead or Alive 3, le leader de la secte Hajinmon du clan Mugen Tenshin, Genra, a disparu. Ayane devient ainsi le membre le plus fort d'Hajinmon, elle apprend que Genra a été transformé en marionnette par la « DOATEC », une société de recherche et de développement d'armes. Ayane combat Omega, la version surhumaine de Genra et finit par l'emporter, gagnant ainsi le tournoi. 
Tomonobu Itagaki décrit Ayane comme étant le personnage principal de Dead or Alive 3 et Kasumi pour les deux épisodes précédents.

## Apparitions

### Dead or Alive
- 1998 - Dead or Alive (PlayStation)
- 2000 - Dead or Alive 2
- 2001 - Dead or Alive 3
- 2003 - Dead or Alive Xtreme Beach Volleyball
- 2004 - Dead or Alive Ultimate
- 2005 - Dead or Alive 4
- 2006 - Dead or Alive Xtreme 2
- 2010 - Dead or Alive Paradise
- 2011 - Dead or Alive: Dimensions
- 2012 - Dead or Alive 5
- 2017 - Dead or Alive Xtreme 3
- 2019 - Dead or Alive 6

### Ninja Gaiden
- 2004 - Ninja Gaiden
- 2005 - Ninja Gaiden Black
- 2007 - Ninja Gaiden Sigma
- 2008 - Ninja Gaiden II
- 2009 - Ninja Gaiden Sigma 2
- 2012 - Ninja Gaiden 3

### Dynasty Warriors
- 2009 - Dynasty Warriors: Strikeforce
- 2011 - Warriors Orochi 3

### Project Zero
- 2014 - Project Zero : La Prêtresse des Eaux noires